# Betty Davis
Betty Davis, (Durham, 1944. július 26. – Homestead, 2022. február 9.) amerikai énekesnő, dalszerző, modell. Miles Davis második felesége volt. Ellentmondásos szexuális irányultságú dalszövegeiről és előadásmódjáról volt ismert. Az AllMusic „vadul rikító dívaként írja le, akihez kevesek hasonlíthatók. Egyesítette Tina Turner harsány érzelmi realizmusát, David Bowie futurista divatérzékét és Miles Davis trendalapító lényegét.” 
| Betty Davis                               | Betty Davis                               |
| Kattints az alábbi külső linkek egyikére! | Kattints az alábbi külső linkek egyikére! |
| ----------------------------------------- | ----------------------------------------- |
| Nem található szabad kép.(?)              |                                           |
| külső link · jogvédett                    | Betty Davis − Robert Brenner fotója       |

## Pályafutása
Betty Gray Mabry Durhamben született 1944. július 26-án. Nagyjából tízéves korában kezdett érdeklődni a zene iránt. Nagymamája megismertette különböző blueszenészekkel. Tizenkétévesen megírta egyik első dalát (I'm Going to Bake That Cake of Love.)
A család a pennsylvaniai Homesteadbe költözött, apja egy pennsylvaniai acélgyárba került. A Homestead High Schoolban tanult. Úgy döntött, hogy a show-bizniszben leli meg karrierjét, miután látta, ahogy apja úgy táncol, mint Elvis Presley.
Modellként és éjszakai klubmenedzserként dolgozott, hogy finanszírozza tanulmányait. Ekkor került kapcsolatba olyan zenészekkel, mint Jimi Hendrix és Sly Stone. 1967-ben megismerkedett Miles Davisszel, és 1968 szeptemberében összeházasodtak. Arcképe szerepel Miles Davis 1969-ben megjelent „Filles de Kilimanjaro” című albumának borítóján. Bár a házasság csak egy évig tartott, de Betty Davis hatása arra késztette Davist, hogy más irányt adjon zenéjének. Ennek aeredménye a „Bitches Brew” album lett.
Az elvált pár egymás közelében maradt. 1973-ban kiadta albumát „Betty Davis” címmel, amelyen számos neves zenész szerepelt, többek között Carlos Santana, Patryce Banks, Hershall Kennedy, Michael Gillette.
Második albumuk, az 1974-es „They Say I'm Different” felkerült a „100 Records That Set the World on Fire (While No One Was Listening)” listájára. A lemezt remekműnek tartják.
„Betty Davis sziszegve nyöszörög és nyikorogva suttogja a dalszövegét, melyben nehéz kalapáccsal töri szét az akkoriban megszokott nőképet... Ahogy Davis előadta, később Prince-re és Madonnára is hatással volt." – írta a lemezről Philipp Holstein.
1975-ben jelent meg Betty Davis harmadik albuma „Nasty Gal” címmel, de nem ért el kereskedelmi sikert. 1976-ban újabb nagylemezt vett fel, azt meg nem adták ki. Néhány hónapig egy csendes japán kolostorba vonult, majd visszaköltözött Homesteadre. 1980-as években visszavonult a közélettől. 2022 februárjában halt meg 77 évesen.

## Stúdióalbumok
- Betty Davis (1973)
- They Say I’m Different (1974)
- Nasty Gal (1975)
- Is It Love or Desire (1976 – közzétéve: 2009)
- The Columbia Years (1968–1969 – közzétéve: 2016)

## Filmek
- https://www.imdb.com/name/nm10140175/